# Jovin Bedic
Jovin Hervas Bedic (Barotac Nuevo, 8 giugno 1990) è un calciatore filippino, centrocampista o attaccante del Kaya-Iloilo e della Nazionale filippina.

## Biografia
Nativo di Romblon, cresce in una famiglia di calciatori. Da bambino pratica sport quali calcio, pallacanestro e sepak takraw.

## Caratteristiche tecniche
Può giocare sia come attaccante sinistro che come ala offensiva; in diverse occasioni è stato impiegato anche come unica punta. Nel corso della carriera ha dimostrato doti di corsa e spirito di sacrificio, che lo rendono utile anche in fase difensiva.

## Carriera

### Club
Bedic muove i suoi primi passi calcistici presso il Pachanga.
Nel 2013 decide di passare fra i professionisti firmando per lo Stallion, squadra neopromossa in UFL. Dopo una stagione passa al Kaya-Iloilo, dove è impiegato in pianta stabile come titolare.

### Nazionale
Compie il suo debutto con la maglia della Nazionale filippina il 27 aprile 2014 nel pareggio per 0-0 contro la Malesia, subentrando all'78º al compagno di squadra Reichelt. Nel corso dei quattro anni successivi è scarsamente considerato dal CT Dooley, tanto da collezionare solamente una presenza tra il 2014 e il 2018.
Con l'arrivo dell'irlandese Cooper, torna tra i convocati della Nazionale. Sigla la sua prima rete con gli Azkals il 3 ottobre 2018 nella partita Laos-Filippine (1-3), valevole per la fase a gironi della Coppa Bangabandhu.

## Statistiche

### Cronologia presenze e reti in nazionale
| Cronologia completa delle presenze e delle reti in nazionale ― Filippine | Cronologia completa delle presenze e delle reti in nazionale ― Filippine | Cronologia completa delle presenze e delle reti in nazionale ― Filippine | Cronologia completa delle presenze e delle reti in nazionale ― Filippine | Cronologia completa delle presenze e delle reti in nazionale ― Filippine | Cronologia completa delle presenze e delle reti in nazionale ― Filippine | Cronologia completa delle presenze e delle reti in nazionale ― Filippine | Cronologia completa delle presenze e delle reti in nazionale ― Filippine |
| Data                                                                     | Città                                                                    | In casa                                                                  | Risultato                                                                | Ospiti                                                                   | Competizione                                                             | Reti                                                                     | Note                                                                     |
| ------------------------------------------------------------------------ | ------------------------------------------------------------------------ | ------------------------------------------------------------------------ | ------------------------------------------------------------------------ | ------------------------------------------------------------------------ | ------------------------------------------------------------------------ | ------------------------------------------------------------------------ | ------------------------------------------------------------------------ |
| 27-4-2014                                                                | Cebu                                                                     | Filippine                                                                | 0 – 0                                                                    | Malaysia                                                                 | Amichevole                                                               | -                                                                        | 80’                                                                      |
| 6-9-2016                                                                 | Bishkek                                                                  | Kirghizistan                                                             | 1 – 2                                                                    | Filippine                                                                | Amichevole                                                               | -                                                                        | 93’                                                                      |
| 3-10-2018                                                                | Sylhet                                                                   | Laos                                                                     | 1 – 3                                                                    | Filippine                                                                | Coppa Bangabandhu 2018                                                   | 1                                                                        |                                                                          |
| 5-10-2018                                                                | Sylhet                                                                   | Bangladesh                                                               | 0 – 1                                                                    | Filippine                                                                | Coppa Bangabandhu 2018                                                   | -                                                                        |                                                                          |
| 9-10-2018                                                                | Cox's Bazar                                                              | Tagikistan                                                               | 2 – 0                                                                    | Filippine                                                                | Coppa Bangabandhu 2018 - Semifinale                                      | -                                                                        |                                                                          |
| Totale                                                                   |                                                                          | Presenze                                                                 | 5                                                                        |                                                                          | Reti                                                                     | 1                                                                        |                                                                          |

## Palmarès

### Club

#### Competizioni nazionali
- Football League (Filippine): 2

Kaya–Iloilo: 2023, 2024